# Мејвис Цај
Мејвис Цај (енгл. Mavis Tsai; Каулун, 30. септембар 1954) је психолог и писац.

## Биографија
Рођена је 30. септембра 1954. у Каулуну. Дипломирала је психологију на Универзитету Калифорније. Године 1982. је докторирала клиничку психологију на Универзитету у Вашингтону где је почела да ради као виши научни сарадник 2014. Године 2015. је била суоснивач и директор глобалног пројекта Awareness, Courage and Love који представља глобалну, непрофитну организацију која има за циљ да се бави усамљеношћу као главним здравственим проблемом. Социјална изолација доводи до разних психолошких и здравствених ризика и организација има за циљ да их ублажи, фокусира се на неговање аутентичних и значајних веза. Године 2018. је постала директорка Психолошких услуга и центра за обуку Универзитета у Вашингтону функционалне аналитичке психотерапије, чији је један од оснивача. Њене књиге су преведене на корејски, јапански, португалски, шпански, италијански и перзијски језик. Самостално се бави клиничком психологијом. Области њеног интересовања су друштвене везе, лични развој и лечење. Верује у вишестрани приступ расту и лечењу интеграцијом емоција, ума, тела и духа. Имплементирала је источњачку филозофију у психотерапију. Коаутор је више од шездесет публикација о трауми, односима, понашању и терапији.

## Књиге
- Functional Analytic Psychotherapy: Creating Intense and Curative Therapeutic Relationships (1991) са Робертом Коленбергом
- A Guide to Functional Analytic Psychotherapy: Awareness, Courage, Love, and Behaviorism (2009) са Робертом Коленбергом, Џонатаном Кантером, Барбаром Коленбергом, Вијиламом Фолетом и Гленом Калаханом
- The Practice of Functional Analytic Psychotherapy (2010) са Робертом Коленбергом и Џонатаном Кантером
- Functional Analytic Psychotherapy: Distinctive Features (2012) са Робертом Коленбергом, Џонатаном Кантером, Гаретом Холманом и Мери Пламер Лудон
- Functional Analytic Psychotherapy Made Simple: A Practical Guide to Therapeutic Relationships (2017) са Гаретом Холманом, Робертом Коленбергом и Џонатаном Кантером[18]